# Воробьёвский (Астраханская область)
Воробьёвский — посёлок в Красноярском районе Астраханской области, входит в состав Красноярского сельсовета.

## История
В 1969 г. указом президиума ВС РСФСР поселок молочнотоварной фермы колхоза «Родина» переименован в Воробьёвский.

## География
К северу от посёлка — ерик Сухой Воробьев.

## Население
| 2002 | 2010 |
| ---- | ---- |
| 80   | ↗110 |

| Национальность | Численность (2010) | Процент |
| -------------- | ------------------ | ------- |
| Казахи         | 142                | 72,4%   |
| Ногайцы        | 8                  | 7,2%    |
| Татары         | 4                  | 3,6%    |
| Всего          | 111                | 100%    |

## Инфраструктура
Молочнотоварное производство.

## Транспорт
Посёлок огибает трасса автодороги регионального и межмуниципального значения 12А-235 (участок федеральной дороги E 40 AH70) Астрахань — Красный Яр — граница с Казахстаном.
Остановка общественного транспорта «Воробьёвский».